# Jason Peters
Jason Raynard Peters (Queen City, 22 gennaio 1982) è un ex giocatore di football americano statunitense che ha militato nel ruolo di offensive tackle per 21 anni nella National Football League (NFL). Firmò coi Buffalo Bills come free agent dopo non essere stato scelto nel Draft NFL 2004, originariamente nel ruolo di tight end. In carriera ha inoltre giocato con i Philadelphia Eagles, i Chicago Bears, i Dallas Cowboys e i Seattle Seahawks. Al college ha giocato a football all'Università dell'Arkansas.

## Carriera

### Buffalo Bills
Peters firmò coi Bills dopo non essere stato selezionato nel draft 2004 e nella sua prima stagione giocò solo sporadicamente come membro degli special team, ma iniziando a lavorare per passare da ruolo di tight end a quello di offensive tackle sotto la guida di Jim McNally.
Nel 2006, Peters superò l'ex stella dell'Università del Texas Mike Williams per il ruolo di tackle destro titolare dei Bills e firmò un'estensione contrattuale di 5 anni per 15 milioni di dollari dai Bills.
Nel 2007, Peters iniziò come tackle sinistro ma dalla settimana 7 fu spostato a destra per meglio proteggere il quarterback J.P. Losman. Alla fine della stagione, fu convocato per il suo primo Pro Bowl.
All'inizio della stagione 2008, Peters si lamentò pubblicamente del suo contratto poiché si trovava ad essere solamente il terzo uomo più pagato della linea offensiva dei Bills, malgrado fosse l'unico Pro-Bowler. Per protesta, saltò l'intero training camp dei Bills e tutte le gare di pre-stagione. Quando tornò coi Bills fu multato di 560.000 dollari e fu minacciato di future multe di 191.000 dollari per ogni gara di stagione regolare che avesse eventualmente saltato. Malgrado avesse giocato una stagione di livello inferiore alle precedenti, Peters fu nuovamente convocato per il Pro Bowl nel 2008 ed inserito nella seconda formazione ideale della stagione All-Pro.

### Philadelphia Eagles
Gli Eagles acquisirono Peters in cambio della 28ª e 121ª scelta assoluta del Draft NFL 2009 e da una scelta del sesto giro del 2010 dai Bills il 17 aprile 2009. Peters firmò un contratto fino al 2014 del valore di 60 milioni di dollari.

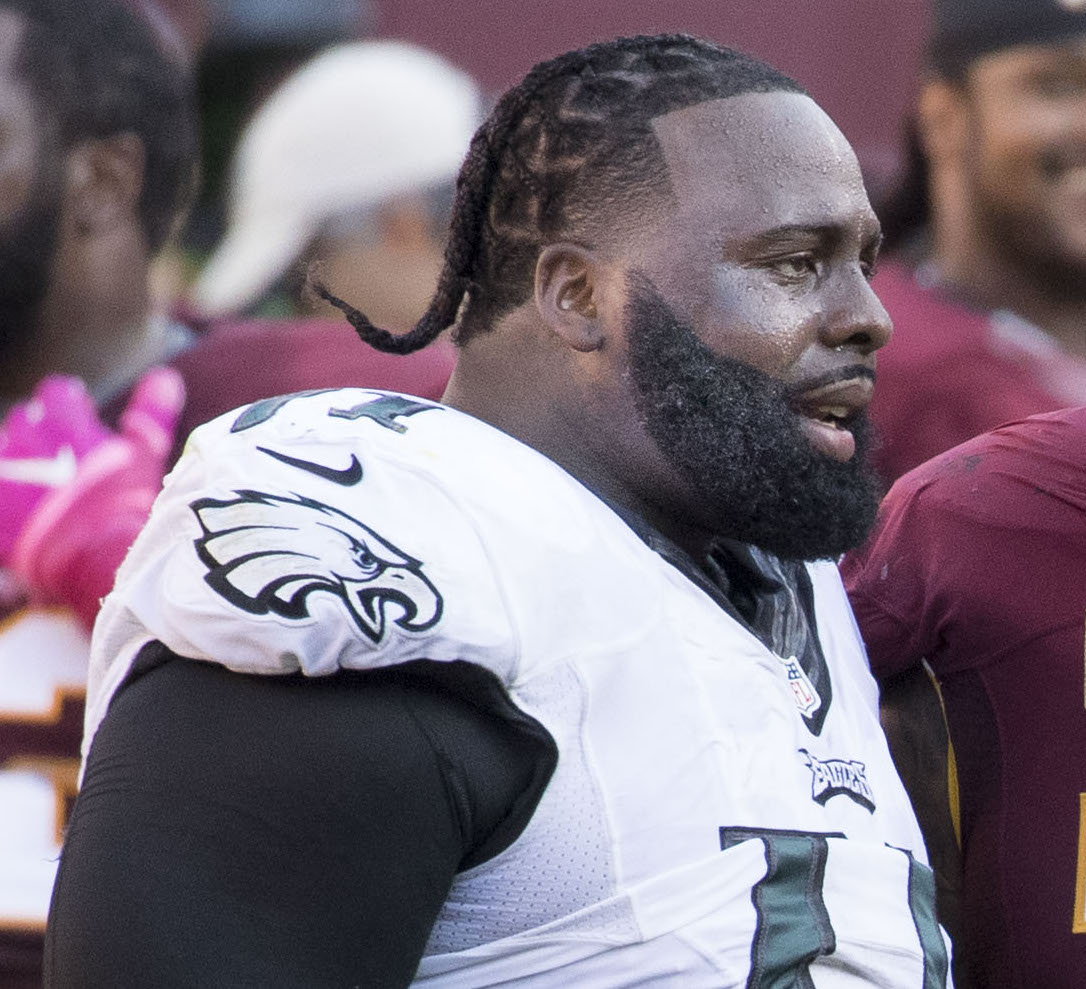
Jason Peters nel 2016

Peters fu nuovamente selezionato per il Pro Bowl nelle stagione 2010 e 2011, inoltre nel 2010 fece parte del second team All-Pro mentre nel 2011 del First-Team. Alla fine della stagione 2011, Peters fu votato al 42º posto nella NFL Top 100, l'annuale classifica dei migliori cento giocatori della stagione.
Il 28 marzo 2012, Peters si ruppe il tendine d'achille durante un allenamento, infortunio che gli fece perdere tutta la stagione 2012. Tornato in campo nella successiva, fu premiato con la sesta convocazione al Pro Bowl in carriera e inserito nel First-team All-Pro. Fu inoltre votato al 67º posto nella NFL Top 100 dai suoi colleghi.
Il 26 gennaio 2014, Peters e gli Eagles giunsero a un accordo per un rinnovo contrattuale quinquennale del valore massimo di 51,3 milioni di dollari, inclusi 19,55 milioni garantiti. A fine anno fu convocato per il settimo Pro Bowl in carriera e inserito nel Second-team All-Pro. Fu nuovamente convocato per il Pro Bowl anche nei due anni successivi.
Il 14 giugno 2017, Peters firmò un'estensione contrattuale di un anno con gli Eagles per rimanere con la squadra sino al 2019. Il 22 ottobre si ruppe il legamento crociato anteriore contro i Redskins, chiudendo la sua stagione.

### Chicago Bears
Il 16 agosto 2021 Peters firmò con i Chicago Bears.

### Dallas Cowboys
Il 5 settembre 2022 Peters firmò un contratto annuale con la squadra di allenamento dei Dallas Cowboys.

### Seattle Seahawks
Il 12 settembre 2023, dopo gli infortuni che colpirono entrambi i tackle titolari dei Seattle Seahawks nella gara del primo turno, Peters firmó con la squadra.

### Ritiro
Il 25 febbraio 2025, dopo 21 stagioni giocate nella NFL, Peters annunciò il suo ritiro da giocatore, ma rimandendo nel football professionistico entrando nell'amministrazione dei Seahawks.

## Palmarès

### Franchigia
- Super Bowl : 1

Philadelphia Eagles: LII
- National Football Conference Championship: 1

Philadelphia Eagles: 2017

### Individuale
- Convocazioni al Pro Bowl: 9

2007, 2008, 2009, 2010, 2011, 2013, 2014, 2015, 2016
- First-team All-Pro: 2

2011, 2013
- Second-team All-Pro: 4

2007, 2008, 2010, 2014
- Formazione ideale della NFL degli anni 2010